# (100456) Chichén Itzá
(100456) Chichén Itzá es un asteroide perteneciente al cinturón de asteroides, descubierto el 2 de octubre de 1996 por Silvano Casulli desde el Observatorio de Colleverde, Colleverde, Italia.

## Designación y nombre
Designado provisionalmente como 1996 TH.

## Características orbitales
(100456) Chichén Itzá está situado a una distancia media del Sol de 2,734 ua, pudiendo alejarse hasta 3,291 ua y acercarse hasta 2,176 ua. Su excentricidad es 0,203 y la inclinación orbital 6,596 grados. Emplea 1651 días en completar una órbita alrededor del Sol.

## Características físicas
La magnitud absoluta de (100456) Chichén Itzá es 15,7.